# Гамарджвеба (Дедоплисцкаройский муниципалитет)
Гамарджвеба (груз. გამარჯვება, переводится как «Победа») — село в Грузии. Находится в восточной Грузии, в Дедоплисцкаройском муниципалитете края Кахетия. Расположено в юго-западных предгорьях Гомборского хребта на высоте 700 метров над уровнем моря. Расстояние до Дедоплис-Цкаро — 12 км. По результатам переписи 2014 года в селе проживало 1010 человек, из них 97,6 % грузины.